# 榛名神社 (富士見市)
榛名神社（はるなじんじゃ）は、埼玉県富士見市勝瀬にある神社。地名を冠して勝瀬榛名神社（かつせはるなじんじゃ）とも称される。

## 歴史
創建年代は不明である。社伝によれば、孝昭天皇25年に厳島に渡来した摩耶夫人が当地に移り祀られるようになったと伝えられる。また「文明九暦丁酉（1477年）」に再建された旨の棟札があることから、その頃までには既に存在していたものと推測される。
1872年（明治5年）、近代社格制度に基づく「村社」に列せられ、1907年（明治40年）の神社合祀により周辺の4社が合祀された。

## 文化財
- イチョウ（富士見市指定天然記念物 昭和58年6月20日指定）[2]

## 交通アクセス
- ふじみ野駅より徒歩26分。